# Форд, Гленн
Гвиллин Сэмюэл Ньютон «Гленн» Форд (англ. Gwyllyn Samuel Newton «Glenn» Ford; 1 мая 1916[…], Сент-Кристин-д'Овернь, Квебек — 30 августа 2006[…], Беверли-Хиллз, Калифорния) — канадско-американский актёр. Несмотря на разноплановость своих ролей в кинематографе, Форд известен прежде всего изображением обычных людей в необычных ситуациях.

## Биография

### Детские и юношеские годы
Гленн Форд родился в семье Ханны Вуд (урождённой Митчелл) и железнодорожного служащего Ньютона Форда. В возрасте 8 лет он переехал со своими родителями в город Санта-Моника, в Калифорнию. В 1939 году Форд стал гражданином США. Начав со школьного театра, по окончании средней школы Форд начал работать в небольших театральных группах. Его отец не возражал против растущего увлечения сына, однако советовал ему овладеть азами какой-нибудь профессии. Форд запомнил наказ и будучи уже одним из самых известных актёров Голливуда делал всю мужскую работу по дому сам. Время от времени он работал кровельщиком и установщиком окон.
Гленн Форд дебютировал в кино в 1937 году, а в 1939 году заключил контракт с киностудией «Коламбия Пикчерз». Его первой крупной ролью стал фильм «Небо с забором колючей проволоки» (1939). Своим сценическим именем Форд избрал родной город отца Гленфорд в Канаде. Его продвижение к славе было прервано военной службой в годы Второй мировой войны.

### Служба в армии
В 1942 году Гленн Форд прервал свою карьеру и поступил добровольцем в морскую пехоту США, где он служил специалистом по фотографии. 13 декабря ему было присвоено звание сержант. В марте 1943 года Гленн Форд был назначен на действительную службу в Корпус морской базы Сан-Диего, а затем направлен в отряд морской пехоты в Квантико (штат Виргиния; отделение фотографии). В феврале 1944 года он вернулся на базу в Сан-Диего и был назначен в отдел по связям с общественностью в секцию радио. Здесь он готовил и выпускал свои радиопередачи. 7 декабря 1944 года его действительная служба подошла к концу.
В 1958 году Гленн Форд поступил в резерв ВМС США в звании лейтенанта. Своими ежегодными поездками, а также радио- и телепередачами и документальными фильмами он способствовал популяризации ВМС в стране. В 1967 году он на месяц ездил во Вьетнам на съёмки учебного фильма для американских ВМС, за что получил медаль «За заслуги» от ВМС США. В 1968 году ему было присвоено звание капитана. За участие во Второй мировой войне и последующую службу, Гленн Форд был награждён медалью «Американская компания», медалью «Кампания Азиатско-Тихоокеанского региона», медалью «Победы во Второй мировой войне», медалью «Резерв морской пехоты США» и знаком меткого стрелка. В 1970 году он вышел в отставку в звании капитана I ранга.

### Карьера
Гленн Форд, состоявший в родстве с премьер-министром Канады Джоном МакДональдом, стал известен ещё в 1940 году благодаря фильму «Женщина в поиске» с Ритой Хейворт, комедии, действие которой происходит во Франции. Гленн и Рита снялись вместе ещё в четырёх фильмах: «Гильда» (мелодрама), «Кармен» (экранизация знаменитой новеллы Проспера Мериме «Кармен»), «Афера на Тринидаде» (триллер) и «Денежная ловушка» (триллер). Благодаря «Гильде» Гленн и Рита стали знаменитой актёрской парой.
В 1940-е и 1950-е годы Гленн Форд снимался преимущественно в вестернах и криминальных драмах. В вестернах он чаще всего играл отважного героя. Злодеем он был гораздо реже, например в роли влиятельного судьи в «Человеке из Колорадо» вместе с Уильямом Холденом или убийцы из фильма «В 3:10 на Юму». В «Жажде золота», смеси детектива и вестерна, Гленн сыграл золотоискателя, мстящего алчной супружеской паре.
В 1953 и 1954 годах Гленн Форд снялся в двух триллерах режиссёра Фрица Ланга: «Сильная жара», где он играл полицейского, мстящего за смерть своей жены, и «Человеческое желание» в роли любовника замужней женщины, подстрекающей его убить нелюбимого мужа. Дальнейшие кинокартины этого времени показывают его в образе героя вестернов, так в «Выкупе» Форд играет отца похищенного мальчика, объявившего сумму выкупа за сына наградой за поимку преступника. В 1996 году вышел ремейк этого фильма «Выкуп» с Мелом Гибсоном в главной роли. В «Школьных джунглях» Форд предстает зрителю учителем, желающим вернуть своих жестоких учеников на путь истинный.
Наряду с этим Форд появлялся и в комедиях. В «Чайной церемонии» он играл армейского офицера, прививающего в послевоенной Японии американский уклад жизни, чему препятствует дерзкий переводчик Сакини (Марлон Брандо). В «Пригоршне чудес» он предстал сентиментальным гангстером, а в «Ухаживать за отцом Эдди» отцом-одиночкой, сосватанным своим шестилетним сыном.
В 1971 году Форд работал в своем первом телевизионном сериале «Шоу Гленна Форда». Это была наполовину комедия, наполовину драма с получасовыми сериями. Затем последовали и другие телесериалы и телевизионные фильмы. В 1991 году Форд согласился работать на кабельном телевидении, однако был вынужден пройти длительное лечение из-за тромбоза ног и вскоре прекратил работу. В 2006 году зрители в последний раз увидели Форда в эпизодической роли в фильме «Супермен возвращается».
Гленн Форд скончался в возрасте 90 лет от сердечного приступа. За 53 года своей кинематографической карьеры он снялся в 85 фильмах, некоторые из которых стали настоящей голливудской классикой: «Гильда», «Сильная жара», «Четыре всадника Апокалипсиса», «Супермен» и другие.
Друзья Форда утверждают, что девизом его жизни были слова: «Никогда не сдавайтесь. Принимайте то, что жизнь бросает вам, и стремитесь отбить этот бросок. Если же жизнь продолжает нападать, значит, просто играйте с ней в теннис. Учитесь любить теннис с жизнью».

## Личная жизнь
Гленн Форд был женат четыре раза и все четыре брака закончились разводом. Первый раз он женился в 1943 году на известной актрисе и танцовщице Элинор Пауэлл, в 1945 году у них родился сын, Питер, в 1959 году они развелись. Затем последовали браки с актрисами Кэтрин Хейс (1966—1969) и Синтия Хэйворд (1974—1977) и последний брак с Джейн Баус (1993—1994). Кроме этого, в 1960-х у него был роман с актрисой Хоуп Лэнг, но эти отношения не закончились браком. Гленн Форд был известным ловеласом, у которого были романы со многими из его партнёрш, включая Марию Шелл, Джеральдин Брукс, Стеллу Стивенс, Глорию Грэм, Джин Тирни, Еву Габор и Барбару Стэнвик. Согласно книге его сына Питера Форда Glenn Ford: A Life (2011), у Форда были романы со 146 актрисами, каждый из которых был задокументирован в его личных дневниках, включая 40-летний роман с Ритой Хейворт, который начался во время съемок фильма «Гильда» в 1945 году. Их роман возобновился во время съемок фильма 1948 года «Кармен». Хейворт забеременела от Форда, позже она отправилась во Францию, чтобы сделать аборт
. У него была связь на одну ночь с Мэрилин Монро в 1962 году и интрижка с Джоан Кроуфорд в начале 1940-х годов. Форд также был помолвлен с Деброй Моррис в 1980-х и Карен Джонсон в начале 1990-х.
Сын Форда Питер также стал актёром, а также певцом и радиоведущим, но в 1975 году оставил это поприще, став успешным бизнесменом. В 1992 году в газетах сообщалось, что Форд был взбешён, узнав, что во время его пребывания в госпитале в состоянии комы, Питер взял контроль над его имуществом. Форд отдалился от своего сына и пригрозил, что оставит всё своё имущество некой Паули Кайернан (Pauli Kiernan), своей 39-летней сиделке и компаньонке. Несколькими годами позже они, однако, помирились, и Питер переехал со своей женой и тремя детьми в дом отца в Беверли-Хиллз. Сейчас Питер занят написанием биографии своего отца.

## Смерть
Форд перестал сниматься в кино в 1991 году, в возрасте 75 лет, из-за проблем с сердцем и кровообращением. Он перенес серию инсультов, из-за которых его здоровье оставалось слабым в годы, предшествовавшие его смерти. Он умер в своем доме в Беверли-Хиллз 30 августа 2006 года в возрасте 90 лет.

## Награды
В 1958 году Форд стал лауреатом премии BAFTA за лучшую мужскую роль в исполнении иностранного актёра в фильме Джорджа Маршалла
«Пастух» («The Sheepman»). В 1962 году, после двух номинаций в 1957 и 1958 годах, Гленн Форд получил премию Золотой глобус за лучшую мужскую роль в фильме Фрэнка Капра «Пригоршня чудес» («Pocketful of Miracles»).
Форд входил в десятку лучших актеров страны 1956, 1958 и 1959 годов, возглавив список в 1958 году. За свой вклад в развитие киноиндустрии Форд удостоен звезды на Голливудской аллее славы, а в 1978 году он попал в «Зал великих героев вестерна» (Western Performers Hall of Fame) в «Национальном музее ковбоев и вестернов» (National Cowboy & Western Heritage Museum) в Оклахома-Сити, штат Оклахома. Вместе с Джоном Уэйном и Джеймсом Арнессом он был актёром, быстрее всех выхватывающим револьвер. В 1987 году он получил почётную награду «Доностия» за вклад в развитие кинематографа на Международном кинофестивале в Сан-Себастьяне, а в 1992 году получил Орден Почётного легиона за заслуги во Второй мировой войне.
1 мая 2006 года Форд должен был впервые за 15 лет выступить на вечере в честь своего 90-летия, организованном «Американской Синематекой» в Китайском театре Граумана, но в последнюю минуту был вынужден отказаться по состоянию здоровья. Поэтому он заранее записал своё выступление в специальном ролике. В этом ему помогали друзья, среди которых были Мартин Ландау, Ширли Джонс, Джеми Фарр и Дебби Рейнольдс.

## Факты
В 1978 году Форд во время сеанса гипноза в деталях поведал о своей прошлой жизни ковбоя из Колорадо по имени Чарли Билл. Эта запись была отдана в Калифорнийский университет на исследование. Через несколько лет, когда Форду было 61, сеанс гипноза был повторён, но на этот раз Форд вспомнил свою жизнь в качестве учителя музыки Чарльза Стюарта из Шотландии, употреблял в своей речи типично английские слова и даже сыграл несколько аккордов на фортепьяно. Позже исследователи разыскали могилу некоего Чарльза Стюарта в городе Элгин в Шотландии. Когда Форду показали фотографию надгробия, он был глубоко взволнован и сказал, что сразу же почувствовал, что это была именно его могила.
В первую половину жизни Гленн Форд поддерживал Демократическую партию США, в 1950-е годы он поддерживал кандидата в президенты Эдлая Стивенсона, а в последние годы жизни был сторонником Республиканской партии США, агитируя на президентских выборах 1980 и 1984 годов за своего друга Рональда Рейгана.
В 1980 году Форд предлагал купить команду «Атланта Флеймз» из НХЛ за 8 миллионов долларов, чтобы команда осталась в Атланте, Джорджия, но цену перебил канадец Нельсон Скалбания (Skalbania), перевезший команду в Калгари, Альберта, где она стала «Калгари Флеймз».
4 октября 2008 года Питер Форд провёл интернет-аукцион вещей, принадлежавших его отцу. Так, в качестве лотов были выставлены лакированные ковбойские сапоги ($2500), куртка и шляпа из фильма «Белая башня» ($400), тренч из «Молодого человека с идеями» ($300) и армейская фуражка ($250). В числе прочего был выставлен и диван, на котором, как утверждал Гленн Форд, прошло его романтическое «знакомство» с Мэрилин Монро ($1750).

## Фильмография
- «Возвращение супермена» Superman Returns (2006)
- «Окончательный вердикт» Final Verdict (1991) (телевизионный фильм)
- «Обнажённый нерв» Raw Nerve (1991)
- «Экспресс на Касабланку» Casablanca Express (1989)
- «Закон Рандаду» Law at Randado (1989) (телевизионный фильм)
- «Мой город» My Town (1986) (телевизионный фильм)
- «С Днём Рождения меня» Happy Birthday to Me (1981)
- «Вирус» Fukkatsu no hi (1980)
- «Супермен 2» Superman II (1980)
- «День убийцы» Day of the Assassin (1979)
- «Дар» The Gift (1979) (телевизионный фильм)
- «Beggarman, Thief» (1979) (телевизионный фильм)
- «The Sacketts» (1979) (телевизионный фильм)
- «Инопланетяне» The Visitor (1979)
- «Супермен» Superman (1978)
- «Вечер в Византии» Evening in Byzantium (1978) (телевизионный фильм)
- «The 3,000 Mile Chase» (1977) (телевизионный фильм)
- «Мидуэй» Midway (1976)
- «Punch and Jody» (1974) (телевизионный фильм)
- «The Greatest Gift» (1974) (телевизионный фильм)
- «Исчезновение рейса 412» The Disappearance of Flight 412 (1974) (телевизионный фильм)
- «Санти» Santee (1973)
- «Джаретт» Jarrett (1973) (телевизионный фильм)
- «Cade’s County» (1971) (телевизионный фильм)
- «The Brotherhood of the Bell» (1970) (телевизионный фильм)
- «Небо с пистолетом» Heaven with a Gun (1969)
- «Смит!» Smith! (1969)
- «Day of the Evil Gun» (1968)
- «Последняя проблема» The Last Challenge (1967)
- «Время убивать» A Time for Killing (1967)
- «Ярость» Rage (1966)
- «Горит ли Париж?» Is Paris Burning? (1966)
- «Ловушка для денег» The Money Trap (1965)
- «Пропойцы» The Rounders (1965)
- «Dear Heart» (1964)
- «Судьба-охотник» Fate Is the Hunter (1964)
- «Advance to the Rear» (1964)
- «Love Is a Ball» (1963)
- «Ухаживать за отцом Эдди» The Courtship of Eddie’s Father (1963)
- «Эксперимент с ужасом» Experiment in Terror (1962)
- «Четыре всадника Апокалипсиса» Four Horsemen of the Apocalypse (1962)
- «Пригоршня чудес» Pocketful of Miracles (1961)
- «Этюд в тонах страха» Cry for Happy (1961)
- «Симаррон» Cimarron (1960)
- «The Gazebo» (1959)
- «It Started with a Kiss» (1959)
- «Ралли „Torpedo Run“» Torpedo Run (1958)
- «Имитация генерала» Imitation General (1958)
- «Пастух The Sheepman» (1958)
- «Отчаянный ковбой» Cowboy (1958)
- «Не подходи к воде» Don’t Go Near the Water (1957)
- «В 3:10 на Юму» 3:10 to Yuma (1957)
- «Чайная церемония» The Teahouse of the August Moon (1956)
- «Самое быстрое оружие» The Fastest Gun Alive (1956)
- «Джубал» Jubal (1956)
- «Выкуп!» Ransom! (1956)
- «Процесс» Trial (1955)
- «Прерванная мелодия» Interrupted Melody (1955)
- «Школьные джунгли» Blackboard Jungle (1955)
- «Жестокие люди» The Violent Men" (1955)
- «Американец» The Americano (1955)
- «Человеческое желание» Human Desire (1954)
- «Назначение в Гондурас» Appointment in Honduras (1953)
- «Сильная жара» The Big Heat (1953)
- «Грабёж под солнцем» Plunder of the Sun (1953)
- «Человек из Аламо» The Man from the Alamo (1953)
- «Time Bomb» (1953)
- «Афера на Тринидаде» Affair in Trinidad (1952)
- «Молодой человек с идеями» Young Man with Ideas (1952)
- «Зелёная перчатка» The Green Glove (1952)
- «Секрет осуждённого озера» The Secret of Convict Lake (1951)
- «Следуй за солнцем» Follow the Sun (1951)
- «The Redhead and the Cowboy» (1951)
- «The Flying Missile» (1950)
- «Осуждённый» Convicted (1950)
- «Белая башня» The White Tower (1950)
- «The Doctor and the Girl» (1949)
- «Мистер Простак» Mr. Soft Touch (1949)
- «Жажда золота» Lust for Gold (1949)
- «Сыщик» The Undercover Man (1949)
- «Вернуться в октябре» The Return of October (1948)
- «Кармен» The Loves of Carmen (1948)
- «Человек из Колорадо» The Man from Colorado (1948)
- «The Mating of Millie» (1948)
- «Подставленный» Framed (1947)
- «Галантное путешествие» Gallant Journey (1946)
- «Украденная жизнь» A Stolen Life (1946)
- «Гильда» Gilda (1946)
- «Destroyer» (1943)
- «The Desperadoes» (1943)
- «Капитан авиации» Flight Lieutenant (1942)
- «Приключения Мартина Идена» The Adventures of Martin Eden (1942)
- «Go West, Young Lady» (1941)
- «Техас» Texas (1941)
- «Так кончается наша ночь» So Ends Our Night (1941)
- «Blondie Plays Cupid» (1940)
- «Женщина в поиске» The Lady in Question (1940)
- «Дети на продажу» Babies for Sale (1940)
- «Бездушные мужчины» Men Without Souls] (1940)
- «Осужденные женщины» Convicted Woman (1940)
- «Мой сын виновен» My Son Is Guilty (1939)
- «Небо с забором колючей проволоки» Heaven with a Barbed Wire Fence (1939)
- «Ночь в Манхэттене» Night in Manhattan (1937)